# Porte
Porte (piemontesisch Pòrte, okzitanisch la Porta) ist eine Gemeinde in der italienischen Metropolitanstadt Turin (TO), Region Piemont.

## Lage und Einwohner
Porte liegt 45 km südwestlich von Turin im  Val Chisone. Porte gehört der Bergkommune Comunità Montana Valli Chisone e Germanasca an. Das Gemeindegebiet umfasst eine Fläche von 4,45 km² und hat 1130 Einwohner (Stand 31. Dezember 2023). 
Die Nachbargemeinden sind Pinerolo, San Pietro Val Lemina, Villar Perosa, San Germano Chisone und San Secondo di Pinerolo. 